# Сбаа
Сбаа (араб. السبع‎) — небольшой город и коммуна в центральной части Алжира, в вилайете Адрар. Входит в состав округа Цабит.

## Географическое положение

Коммуна Сбаа

Город находится на севере центральной части вилайета, на территории одного из оазисов северо-западной Сахары, на расстоянии приблизительно 987 километров к юго-юго-западу (SSW) от столицы страны Алжира. Абсолютная высота — 252 метра над уровнем моря.

Коммуна Сбаа граничит с коммунами Цабит, Метарфа, Таментит, Адрар, Буда и Табельбала (вилайет Бешар). Её площадь составляет 6183 км².

## Климат
Климат города характеризуется как аридный жаркий (BWh в классификации климатов Кёппена). Осадки в течение года практически отсутствуют (среднегодовое количество — 16 мм). Средняя годовая температура составляет 24,3 °C. Средняя температура самого холодного месяца (декабря) составляет 11,3 °С, самого жаркого месяца (июля) — 36,9 °С..

## Население
По данным официальной переписи 2008 года численность населения коммуны составляла 2312 человек. Доля мужского населения составляла 51,5 %, женского — соответственно 48,5 %. Уровень грамотности населения составлял 78,8 %. Уровень грамотности среди мужчин составлял 85,5 %, среди женщин — 71,4 %. 2,4 % жителей Сбаа имели высшее образование, 15,8 % — среднее образование.